# Capilla Real de Río de Janeiro

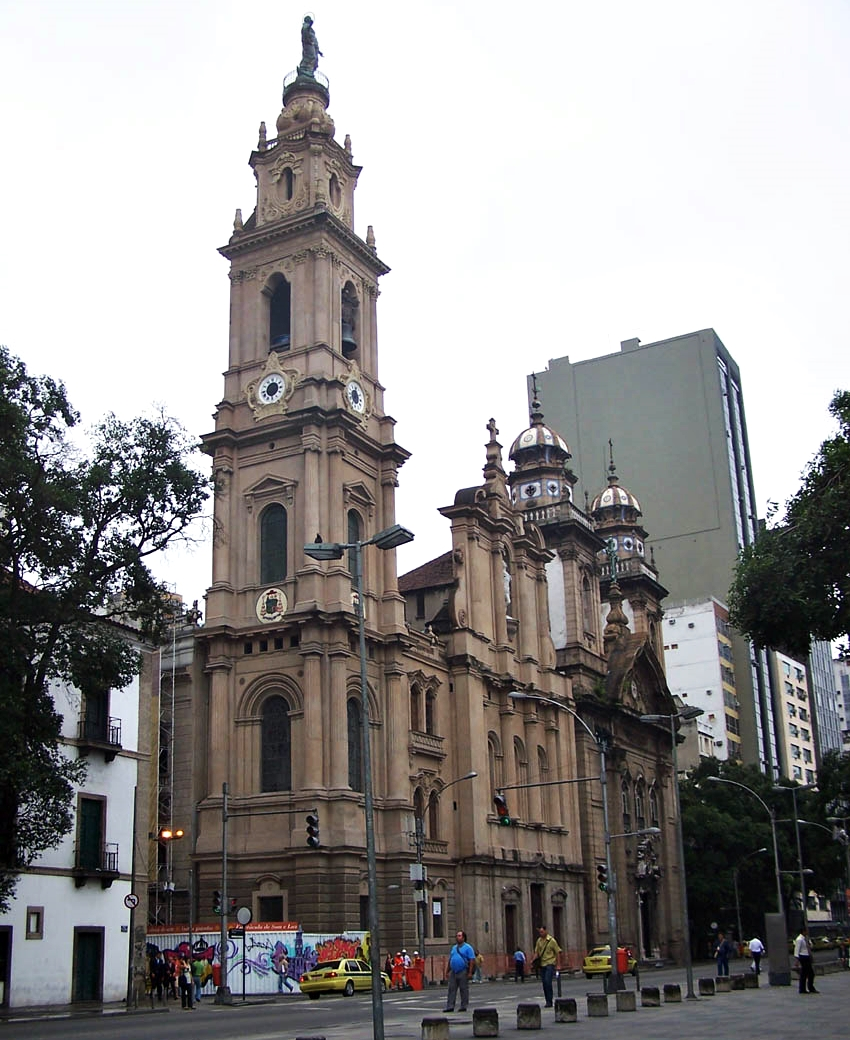
La Catedral Vieja de Río, sede de la Capilla Real

La Capilla Real, o Real Capilla, fue una institución fundada en Río de Janeiro por el príncipe regente de Portugal, Dom João, con la misión de organizar las celebraciones religiosas a las que asistía la familia real, destacando principalmente por la calidad de la música interpretada en estas ocasiones.
Sus orígenes se remontan a la Capilla Real de Lisboa mantenida desde mucho antes por los reyes de Portugal. Cuando la familia real se trasladó a Brasil en 1808, huyendo de la invasión napoleónica de Portugal, fue necesario recrear la capilla en Río de Janeiro, que se había convertido en la nueva sede de la corte. Antes de su llegada, la capilla de la corte virreinal había sido la Iglesia de Nossa Senhora do Rosário e São Benedito dos Pretos que, en aquella época, era también la catedral de la ciudad. Como no tenía la suntuosidad considerada necesaria para las oficinas reales, el estatuto de catedral fue concedido a la Iglesia de Nuestra Señora del Monte Carmelo, mucho más ricamente decorada y con la ventaja añadida de estar cerca de la primera residencia de la familia real, el Palacio del Virrey. El traspaso de funciones, con todo el personal del canónigo, más cantores e instrumentistas, se ordenó por cédula el 15 de junio de 1808 y debía realizarse lo antes posible. En el mismo acto, se otorgó a la Catedral la categoría de Capilla Real. El Príncipe Regente, también descontento con la pobreza del ceremonial, decidió entonces dotar a la Capilla de privilegios y rentas, que se recaudarían de las iglesias de las tres órdenes militares en los dominios de ultramar.

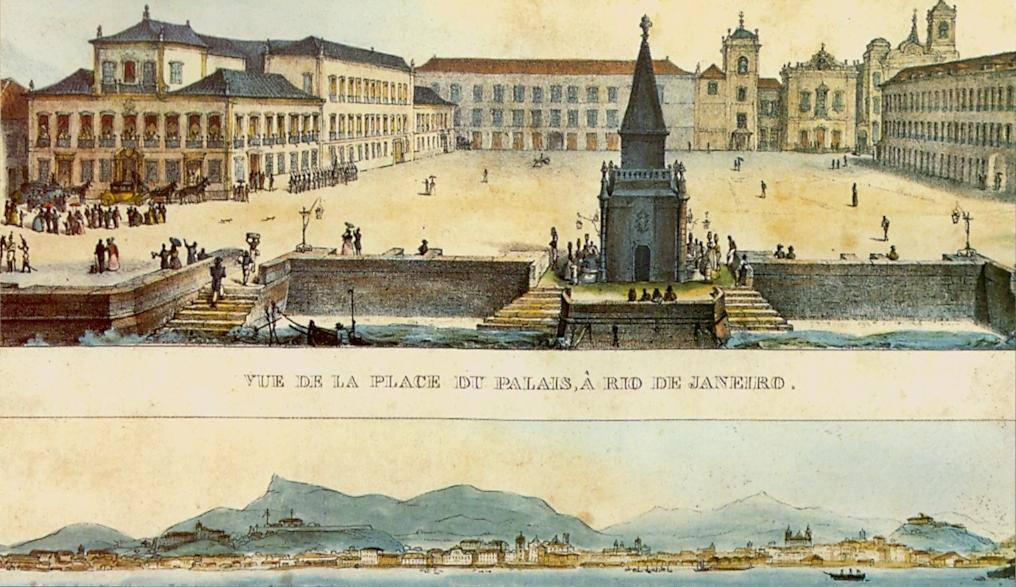
En la parte superior, la actual Praça XV, a la izquierda el Paço Imperial (sede del gobierno colonial, real e imperial), al fondo el Convento y la Iglesia del Carmen (donde D. Pedro I y D. Pedro II fueron coronados), del lado derecho el Arco do Teles y la Fuente del Mestre Valentim al frente. En la parte inferior hay una panorámica de la ciudad, con el Corcovado en particular. Por Jean-Baptiste Debret, en 1830.

A pesar de las órdenes reales, el cambio generó problemas debido a las disputas de poder entre los clérigos portugueses y brasileños. El padre José Maurício Nunes Garcia ocupó el cargo de maestro de capilla de los virreyes y pronto fue confirmado por el regente como maestro de capilla y organista de la Capilla Real. La nueva institución funcionó irregularmente durante los primeros meses, y su estatuto sólo fue reglamentado el 4 de agosto de 1809. Se recurrió a varios músicos que habían viajado con la corte, pero el conjunto no se consideró de calidad suficiente ni capaz de atender todas las demandas que se planteaban, con innumerables festejos y ceremonias que se celebraban constantemente.
A partir de 1809, se contrató más personal. Marcos Portugal y Fortunato Mazziotti fueron nombrados maestros auxiliares de capilla mientras que también llegaron los músicos Manuel da Câmara, José Capranica, Antônio Pedro Gonçalves, Carlo Mazziotti, Salvador Sartori y Antônio José de Araújo, nombrado segundo organista. Al año siguiente, comenzó a contratar castrati', entre ellos José Gori, Antonio Cicconi, Giovanni Francesco Faccioni, Marcello Tani, Pasquale Tani, Francesco Realli y Angelo Tinelli.
A lo largo de los años, la Capilla Real sufrió varios cambios en su cuerpo de músicos pero, en su momento de mayor esplendor, llegó a contar con unos cincuenta cantantes y un centenar de instrumentistas. Sus actuaciones eran elogiadas por todos los viajeros extranjeros y se les consideraba uno de los mejores grupos musicales de América, testimonio del aprecio de D. João por la música. La Capilla Real tuvo una gran importancia en el desarrollo de la música brasileña; participaron en ella algunos de los artistas más destacados en activo en Brasil en aquella época, como José Maurício, Marcos Portugal, Francisco Manuel da Silva y Damião Barbosa de Araújo. Muchos de los músicos eran negros o pardos, y la presencia de varios extranjeros de renombre, además de la disponibilidad de acceso a la vasta biblioteca musical traída por Dom João, contribuyó a establecer nuevas prácticas musicales en el panorama nacional y a introducir nuevas referencias estéticas. Tras el regreso de Dom João a Europa, las actividades decayeron considerablemente. Transformada en Capilla Imperial con motivo de la subida al trono brasileño de Dom Pedro I tras su abdicación, en una coyuntura económica difícil, sus actividades se redujeron aún más. Su sucesor, Dom Pedro II, la reactivó parcialmente pero se extinguió con la Proclamación de la República de Brasil.